# Чейз-центр
Чейз Центр (англ. Chase Center) — крытая арена в районе залива Мишен, Сан-Франциско, Калифорния. Здание служит домашней площадкой спортивной команды Национальной баскетбольной ассоциации Golden State Warriors и иногда используется мужской и женской баскетбольными командами Университета Сан-Франциско, входящими в Национальную ассоциацию студенческого спорта. В период c 1971 по 2019 годы Команда Golden State Warriors, базирующаяся в Бэй Эрии Сан-Франциско c 1962 года, играла свои домашние игры на стадионе Окленд Арена в городе Окленд (Калифорния). Чейз Центр открылся 6 сентября 2019 года и включает 18 064 мест для игр команды Warriors.
Арена также включает тренировочный комплекс команды Warriors, известный под наименованием центр представлений Oracle (англ. Oracle Perfomance Center).

## Местоположение и проектирование
Арена служащая домашней площадкой для команды Golden State Warriors, расположена в Сан-Франциско между 3-й и 16-й улицами. Арена состоит из множества уровней и этажей, располагает вместимостью 18064 сидячих мест и мультицелевым пространством, которое включает театральную конфигурацию со входом, с которого открывается вид на недавно построенный парк. Постройка также включает 580 000 квадратных футов (54 000 м2) офисных лабораторных пространства и располагает 100 000 квадратных футов (9300 м2) торгового пространства. Чейз центр также включает общественную городскую площадь/зону отдыха размером 35,000 квадратного фута (3,2516 м2), разработанную ландшафтной архитектурной фирмой SWA Group. В комплекс строений арены входит парковка приблизительно на 950 автомобилей, также арена доступна для общественного транспорта вокруг всей территории.
San Francisco Municipal Railway (Muni) строит новую линию лёгкого рельсового метро, которое будет соединять арену и Калифорнийский университет в Сан-Франциско (UCSF) с отелями, конференц-центрами, которые расположены в центре города, а также с линиями метро и пригородных поездов, которые будут обслуживать всю Зону Залива. Благодаря инвестициям в размере 1 миллиарда долларов, Чейз Центр стал центром притяжения района площадью 11 акров (4,45 га) c ресторанами, кафе, офисами, общественными городскими площадями, а также, новым общественным прибрежным парком площадью 5,5 акра (2,2 га).

## Постройка
План строительства новой арены был объявлен 22 мая 2012 года, на пресс-конференции Golden State Warriors, на предложенном участке, в которой принимали участие бывший мэр Сан-Франциско Эдвин Ма Ли, бывший Комиссар НБА Дэвид Стерн, бывший вице-губернатор Калифорнии Гэвин Ньюсом, владельцы команды Джо Лакоб и Питер Губер, и персонал команды Warriors, а также городские чиновники. Новая частно финансируемая арена стоимостью 500 миллионов долларов и вместимостью от 17 000 до 19 000 мест должна была быть построена на Пирсах 30-32 вдоль побережья залива Сан-Франциско и расположена между паромным вокзалом Сан-Франциско и парком Oracle. Спустя месяц после предложения, South Beach-Rincon-Mission Bay Neighborhood Association раскритиковала место и сказала, что второе крупное спортивное сооружение высшей лиги в этом районе сделает его больше не "семейным" районом. Бывший мэр Сан-Франциско Арт Агнос начал выступать на десятках общественных собраний против предлагаемой арены утверждая, что проект продвигают два миллиардера не проживающие в городе и что он сильно повлияет на дорожное движение и вид города. 30 декабря 2013 года предложение о голосовании было представлено городским властям под наименованием «Закон об ограничении высоты набережной» (англ. Waterfront Height Limit Right to Vote Act).
19 апреля 2014 года команда Golden State Warriors отменила планы о строительстве на Пирсах и приобрела 12 акров (4,86 га) площади, принадлежащей Salesforce в районе залив Мишен, Сан-Франциско за неразглашенную сумму. Арена была финансируема частно. Архитектором проекта стала компания MANICA Architecture и в планах было построить Чейз Центр к 2019 году перед началом сезона НБА. Планы по открытию Чейз Центра были отодвинуты множество раз в связи с большим количеством жалоб, связанных с месторасположением. Строительство арены началось в январе 2017 года.
В апреле 2015 года против участка в заливе Мишен выступил Альянс Мишен Бэй, который ссылался на трафик, недостаток парковок и использование пространства, которое могло быть использовано для расширения территории Университета Калифорнии Сан-Франциско (UCSF) среди других причин, которые были против строительства. Одна из жалоб, выдвигаемых альянсом, заключалась в том, что арена была бы расположена около Детской больницы Бениоффа Университета Калифорнии Сан-Франциско и привела бы к увеличению дорожного движения в этом районе. Для избежания аннулирования планов по строительству Чейз Центра, представители проекта работали над решением проблем, связанных с дорожным движением и парковкой.
28 января 2016 года было анонсировано, что конгломерат JPMorgan Chase приобрёл права на наименование арены и что арена будет называться Чейз Центр.
17 января 2017 года команда Golden State Warriors произвела официальную церемонию закладки фундамента Чейз Центра .

## Открытие
Торжественное открытие арены состоялось 6 сентября 2019 года. В открытие принимали участие группа Metallica и Симфонический оркестр Сан-Франциско. Первая предсезонная игра в Чейз Центре прошла 5 октября 2019 года, Warriors проиграли Лос-Анджелес Лейкерс со счетом 123-101. 24 октября 2019 года Warriors сыграли свою первую регулярную сезонную игру на этой арене и проиграли со счетом 141-122 Лос-Анджелес Клипперс.

## Споры

### Строительство и месторасположение
Большое количество старожил города Окленда восприняли строительство новой арены для Warriors как проявление феномена джентрификации. В дополнение, множество людей, которые поддерживали Warriors в течение многих лет на стадионе Оракл-арена, чувствовали преданными решением команды о переезде в Сан-Франциско. Существует также вопрос государственных расходов, связанных с новой ареной, как в Сан-Франциско, так и в Окленде.
В 2018 году на выборах в Сан-Франциско в бюллетень для голосования было включено Предложение I, в качестве «инициативы, направленной на то, чтобы воспрепятствовать перемещению существующих спортивных команд» как прямой ответ на предложение о переезде Warriors из Окленда в Сан-Франциско. Хотя предполагалось, что этот шаг будет заблокирован, условия этого закона не имели обязательной силы. Предложение I было заблокировано 5 июня 2018 года после получения 97 863 голосов за эту меру, по сравнению с 130 916 голосами против.

### Влияние пандемии COVID-19
10 марта 2020 года городские власти Сан-Франциско объявили временный запрет на проведение публичных мероприятий и встреч с количеством участников более 1000 человек из-за текущего распространения вируса COVID-19 в США. В связи с этим запретом, Warriors объявили, что начиная с матча 12 Марта против Бруклин Нетс, их домашние игры будут проходить без участия болельщиков. Как бы там ни было, 11 марта, за один день перед запланированной игрой, администрация НБА анонсировала приостановку оставшейся части сезона 2019-20 гг. на неопределенный срок, в связи с тем, что игрок Руди Гобер был протестирован положительно на наличие вируса.

### Случаи с падениями на концерте группы Phish
17 Октября 2021 года на концерте группы Phish человек упал с верхнего уровня Чейз Центра и скончался от полученных травм. Два других фаната также были ранены в результате падения на площадке во время того же концерта, оба выжили с неопасными для жизни травмами.

## Концерты
| Дата                  | Артист                                | Разогрев(ы)                          | Наименование тура/концерта                                             | Посещаемость    | Доход      | Примечания                                                                              |
| --------------------- | ------------------------------------- | ------------------------------------ | ---------------------------------------------------------------------- | --------------- | ---------- | --------------------------------------------------------------------------------------- |
| 6 сентября 2019 года  | Metallica с San Francisco Symphony    | н/д                                  | S&M2 / WorldWired Tour                                                 | 32,708 / 32,708 | $4,132,350 | Inaugural event for the venue                                                           |
| 8 сентября 2019 года  | Metallica с San Francisco Symphony    | н/д                                  | S&M2 / WorldWired Tour                                                 | 32,708 / 32,708 | $4,132,350 | Inaugural event for the venue                                                           |
| 10 сентября 2019 года | Dave Matthews Band                    | н/д                                  | North American Summer Tour 2019                                        | 9,870 / 9,870   | $1,061,397 | -                                                                                       |
| 11 сентября 2019 года | Eric Clapton                          | Jimmie Vaughan                       | World Tour (2019)                                                      | ‏‎                | ‏‎           | -                                                                                       |
| 12 сентября 2019 года | Bon Iver                              | Sharon van Etten                     | н/д                                                                    | 8,674 / 9,500   | $592,963   | -                                                                                       |
| 13 сентября 2019 года | Elton John                            | н/д                                  | Farewell Yellow Brick Road                                             | 28,380 / 28,380 | $4,374,647 | -                                                                                       |
| 15 сентября 2019 года | Elton John                            | н/д                                  | Farewell Yellow Brick Road                                             | 28,380 / 28,380 | $4,374,647 | -                                                                                       |
| 16 сентября 2019 года | John Mayer                            | н/д                                  | Summer Tour 2019                                                       | 13,189 / 13,189 | $1,700,453 | -                                                                                       |
| 19 сентября 2019 года | Mumford and Sons                      | Gang of Youths                       | Delta Tour                                                             | 10,952 / 11,935 | $806,714   | -                                                                                       |
| 21 сентября 2019 года | Janet Jackson                         | н/д                                  | Janet Jackson: A Special 30th Anniversary Celebration of Rhythm Nation | 13,255 / 13,255 | $1,592,828 | [ 33 ]                                                                                  |
| 28 сентября 2019 года | Eric Church                           | н/д                                  | Double Down Tour                                                       | 11,935/ 11,935  | $843,426   | -                                                                                       |
| 8 октября 2019 года   | Jonas Brothers                        | Bebe Rexha Jordan McGraw             | Happiness Begins Tour                                                  | 13,176 / 13,176 | $1,589,203 | -                                                                                       |
| 9 октября 2019 года   | The Who                               | Liam Gallagher                       | Moving On! Tour                                                        | ‏‎                | ‏‎           | -                                                                                       |
| 13 октября 2019 года  | Logic                                 | J.I.D YBN Cordae                     | Confessions of a Dangerous Mind Tour                                   | ‏‎                | ‏‎           | -                                                                                       |
| 17 октября 2019 года  | Phil Collins                          | н/д                                  | Not Dead Yet Tour                                                      | 12,181 / 12,430 | ‏‎           | -                                                                                       |
| 19 октября 2019 года  | Marc Anthony                          | н/д                                  | Opus Tour                                                              | 8,998 / 9,258   | $1,009,840 | -                                                                                       |
| 26 октября 2019 года  | Sara Bareilles                        | Emily King                           | Amidst the Chaos Tour                                                  | ‏‎                | ‏‎           | -                                                                                       |
| 12 ноября 2019 года   | Santana                               | War                                  | Supernatural Now Tour                                                  | ‏‎                | ‏‎           | -                                                                                       |
| 20 ноября 2019 года   | The Black Keys                        | Modest Mouse Shannon and the Clams   | Let's Rock Tour                                                        | ‏‎                | ‏‎           | -                                                                                       |
| 21 ноября 2019 года   | Cher                                  | Nile Rodgers Chic                    | Here We Go Again Tour                                                  | 13,115 / 13,115 | $1,739,513 | -                                                                                       |
| 24 ноября 2019 года   | Bad Bunny                             | н/д                                  | X100Pre Tour                                                           | 16,387 / 16,387 | $1,499,232 | -                                                                                       |
| 29 ноября 2019 года   | The Chainsmokers                      | 5 Seconds of Summer                  | World War Joy Tour                                                     | ‏‎                | ‏‎           | -                                                                                       |
| 5 декабря 2019 года   | Andrea Bocelli San Francisco Symphony | н/д                                  | н/д                                                                    | 13,225 / 13,225 | $2,667,143 | -                                                                                       |
| 14 декабря 2019 года  | Illenium                              | EKALI Dabin + William Black          | The Ascend Tour                                                        | ‏‎                | ‏‎           | -                                                                                       |
| 17 декабря 2019 года  | Ariana Grande                         | Social House                         | Sweetener World Tour                                                   | 22,990 / 22,990 | $3,065,557 | -                                                                                       |
| 18 декабря 2019 года  | Ariana Grande                         | Social House                         | Sweetener World Tour                                                   | 22,990 / 22,990 | $3,065,557 | -                                                                                       |
| 30 декабря 2019 года  | Dead & Company                        | н/д                                  | Dead & Company Fall Fun Run 2019                                       | 30,244 / 30,244 | $4,184,642 | -                                                                                       |
| 31 декабря 2019 года  | Dead & Company                        | н/д                                  | Dead & Company Fall Fun Run 2019                                       | 30,244 / 30,244 | $4,184,642 | -                                                                                       |
| 13 февраля 2020 года  | Jo Koy                                | N/A                                  | Just Kidding World Tour                                                | 18,000 / 18,000 | -          | -                                                                                       |
| 15 февраля 2020 года  | Jo Koy                                | N/A                                  | Just Kidding World Tour                                                | 18,000 / 18,000 | -          | -                                                                                       |
| 15 сентября 2021 года | Tame Impala                           | Sudan Archives                       | Slow Rush Tour                                                         | ‏‎                | ‏‎           | -                                                                                       |
| 29 сентября 2021 года | Michael Bublé                         | н/д                                  | An Evening with Michael Bublé                                          | ‏‎                | ‏‎           | Originally scheduled to take place on May 5, 2020 & February 8, 2021                    |
| 1 октября 2021 года   | Luke Combs                            | Ashley McBryde Ray Fulcher           | What You See Is What You Get 2021 Tour                                 | ‏‎                | ‏‎           | -                                                                                       |
| 2 октября 2021 года   | Bell Biv DeVoe                        | н/д                                  | 30th Anniversary of Poison Celebration                                 | ‏‎                | ‏‎           | -                                                                                       |
| 16 октября 2021 года  | Phish                                 | н/д                                  | Summer Tour 2021                                                       | ‏‎                | ‏‎           | Originally scheduled to take place on July 25 and 26, 2020 and July 24-25, 2021         |
| 17 октября 2021 года  | Phish                                 | н/д                                  | Summer Tour 2021                                                       | ‏‎                | ‏‎           | Originally scheduled to take place on July 25 and 26, 2020 and July 24-25, 2021         |
| 20 октября 2021 года  | Dan + Shay                            | The Band Camino Ingrid Andress       | The (Arena) Tour                                                       | ‏‎                | ‏‎           | Originally scheduled for October 23, 2020                                               |
| 22 октября 2021 года  | The Eagles                            | н/д                                  | Hotel California 2020 Tour                                             | ‏‎                | ‏‎           | Originally scheduled to take place on April 11 and 12, 2020, then October 2 and 3, 2020 |
| 23 октября 2021 года  | The Eagles                            | н/д                                  | Hotel California 2020 Tour                                             | ‏‎                | ‏‎           | Originally scheduled to take place on April 11 and 12, 2020, then October 2 and 3, 2020 |
| 29 октября 2021 года  | James Taylor                          | Jackson Browne                       | н/д                                                                    | ‏‎                | ‏‎           | Originally scheduled to take place on May 27, 2020 then May 26, 2021                    |
| 17 декабря 2021 года  | Metallica                             | н/д                                  | Metallica 2021–2022 Tour                                               | ‏‎                | ‏‎           | -                                                                                       |
| 19 декабря 2021 года  | Metallica                             | н/д                                  | Metallica 2021–2022 Tour                                               | ‏‎                | ‏‎           | -                                                                                       |
| 16 января 2022 года   | Tool                                  | Blonde Redhead                       | н/д                                                                    | ‏‎                | ‏‎           | -                                                                                       |
| 30 января 2022 года   | Kane Brown                            | Chase Rice Restless Road             | Blessed & Free Tour                                                    | ‏‎                | ‏‎           | -                                                                                       |
| 5 февраля 2022 года   | Björk                                 | н/д                                  | Cornucopia                                                             | ‏‎                | ‏‎           | -                                                                                       |
| 8 февраля 2022 года   | Björk                                 | н/д                                  | Cornucopia                                                             | ‏‎                | ‏‎           | -                                                                                       |
| 18 Марта 2022 года    | John Mayer                            | Yebba                                | Sob Rock Tour                                                          | ‏‎                | ‏‎           | -                                                                                       |
| 19 Марта 2022 года    | John Mayer                            | Yebba                                | Sob Rock Tour                                                          | ‏‎                | ‏‎           | -                                                                                       |
| 29 Марта 2022 года    | Billie Eilish                         | Duckwrth                             | Happier Than Ever, The World Tour                                      | ‏‎                | ‏‎           | -                                                                                       |
| 31 Марта 2022 года    | Journey                               | Toto                                 | Freedom Tour                                                           | ‏‎                | ‏‎           | -                                                                                       |
| 5 мая 2022 года       | Jo Koy                                | N/A                                  | Funny is Funny World Tour                                              | 18,000 / 18,000 | -          | -                                                                                       |
| 6 мая 2022 года       | Jo Koy                                | N/A                                  | Funny is Funny World Tour                                              | 18,000 / 18,000 | -          | -                                                                                       |
| 3 Августа 2022 года   | The Lumineers                         | Gregory Alan Isakov Daniel Rodriguez | Brightside World Tour                                                  | ‏‎                | ‏‎           | Originally scheduled to take place on August 18, 2020                                   |
| 16 сентября 2022 года | Swedish House Mafia                   | Vintac                               | Paradise Again World Tour                                              | ‏‎                | ‏‎           |                                                                                         |
| 17 сентября 2022 года | Swedish House Mafia                   | ZHU                                  | Paradise Again World Tour                                              | ‏‎                | ‏‎           |                                                                                         |
| 21 сентября 2022 года | Gorillaz                              | EarthGang                            | World Tour 2022                                                        | ‏‎                | ‏‎           |                                                                                         |
| 23 сентября 2022 года | Roger Waters                          | н/д                                  | This Is Not a Drill Tour                                               | ‏‎                | ‏‎           | -                                                                                       |
| 24 сентября 2022 года | Roger Waters                          | н/д                                  | This Is Not a Drill Tour                                               | ‏‎                | ‏‎           | -                                                                                       |